# Back to the 80's
«Back to the 80's» (Volver a los 80 en castellano) es una canción de la banda eurodance y rock danesa Aqua. La canción fue escrita por los miembros Søren Rasted, Claus Norreen, y producida por Rasted para su segundo álbum recopilatorio Greatest Hits.  "Back to the 80s" fue el primer sencillo de Aqua después de 8 años del lanzamiento del sencillo We Belong to the Sea.
El nombre y la letra se basan en el seguimiento de los iconos de los años 1980, tales como Ronald Reagan, los satélites orbitales, Don Johnson, Miami Vice, M&M's, Michael Jackson, los ordenadores Commodore 64, las telenovelas, Rocky, Cherry Coke, Mr. T, Twisted Sister, Iron Maiden, 7 Up, Bananarama, The Breakfast Club, Huey Lewis, Top Gun, David Hasselhoff, Bill Cosby, el Cubo de Rubik, la serie Dinastía, las Moon Boots, Devo, las peluquerías de rizos, la serie de películas Poltergeist, la muñeca Barbie (aludiendo a su sencillo del propio grupo, Barbie Girl, de 1997), y la película Ferris Bueller's Day Off (Todo en un día). 
Al lanzamiento internacional, el grupo decidió cambiar la línea: "Cuando M&M fue sólo un aperitivo y la piel de Michael Jackson era negra" a la versión danesa de "Cuando M&M fue sólo un aperitivo y Arnie nos dijo I'll be back (Terminator)". Este cambio se debió a la reciente muerte de Michael Jackson un mes después de que el sencillo fue lanzado, esto con el fin de no ofender a alguien.

## Vídeo musical
A mediados de mayo de 2009 se anunció que un vídeo se estaba haciendo. Pero, debido a un largo proceso de posproducción, el vídeo no llegó a internet hasta el 10 de junio de 2009.
El vídeo muestra al grupo en frente de una gran variedad de pantallas verdes creando fondos, vestido de roquero al estilo de los años 1980. El vídeo se presenta en Aquascope, volviendo a la tradición del grupo durante el álbum Aquarium.

## Versiones oficiales
- Main Edit.
- Fugitive Retro Master Mix.
- Flipside And Parsberg Club Remix.
- Flipside And Parsberg Radio Remix.

## Tabla de resultados
El sencillo debutó el 5 de junio de 2009 en el número #1 tanto en la Danish Singles Chart y Airplay Chart. En Noruega debutó en el número #8 en la VG-lista. El sencillo se mantuvo seis semanas en el número #1 en Dinamarca y, finalmente, alcanzó el número #3 en Noruega y en Suecia obtuvo el número #25. Por su parte en Chile debutó en el número #11 en la Macarena Hot 100 Sencillos, y en Argentina debutó en el #28.